# Туше, Джеймс, 5-й граф Каслхейвен
Джеймс Туше (англ. James Tuchet; умер 12 августа 1700) — английский аристократ, 5-й граф Каслхейвен, 5-й барон Одли из Орье и 3-й барон Одли из Хейли с 1686 года. Старший сын Мервина Туше, 4-го графа Каслхейвена, и его жены Мэри Толбот. Унаследовал семейные владения и титулы после смерти отца.
Джеймс был женат на Анне Пелсон, дочери Ричарда Пелсона и Анны Вильерс. В этом браке родился сын Джеймс (до 1700—1740).